# Alaungpaya
Alaungpaya (también escrito Alaunghpaya; Moksobo, actual Shwebo, 24 de septiembre de 1714-Kinywa, Mottama 11 de mayo de 1760) fue rey de Birmania (Myanmar) desde 1752 hasta 1760, y fundador de la dinastía Konbaung. 
Era el jefe de un pequeño pueblo en el norte de Birmania, donde formó un ejército, con el que derrotó a los separatistas mon en el sur de Birmania y reunificó todo el país. Sometió Manipur, recuperó Lanna  y expulsó a franceses e ingleses, que había prestado asistencia al Estado Restaurado de Hanthawaddy. También fundó Yangon en 1755. Murió de una enfermedad durante la campaña militar en Siam.
Es considerado uno de los tres más grandes reyes de Birmania, junto a Anawrahta y Bayinnaung, por unificar el país por tercera vez en la historia birmana.
- Datos: Q470978
- Multimedia: Alaungpaya / Q470978